# Водники (потік)
Водники, Водницький — потік в Україні у Львівському районі Львівської області. Правий доплив річки Горожанки (басейн Західного Бугу).

## Опис
Довжина потоку приблизно 7,68 км, найкоротша відстань між витоком і гирлом — 6,87  км, коефіцієнт звивистості річки — 1,12 . Формується декількома безіменними струмками.

## Розташування
Бере початок на північно-західних схилах гори безіменної (423,5 м). Тече переважно на північний захід через село ВІдники і на північно-східній околиці села Шоломинь впадає у річку Горожанку, ліву притоку річки Білки.

## Цікаві факти
- На лівому березі потоку пролягає автошлях Н09[4] (автомобільний шлях національного значення на території України. Проходить територією Закарпатської, Івано-Франківської та Львівської областей.)